# Triola
Die Triola ist ein Spielzeuginstrument des VEB Vermona bzw. VEB Klingenthaler Harmonikawerke und später der Klingenthaler Firma C. A. Seydel Söhne und gehört zur Familie der Harmonikainstrumente. Das Blasinstrument besitzt farbige Tasten zum leichteren Erlernen der Töne.

## Aufbau
Die Triola besteht aus einem Kunststoffgehäuse, in dem sich ein Luftkanal befindet. Dieser führt die Blasluft vom Mundstück in eine Druckkammer, über der sich Ventile befinden, die mit verschiedenfarbigen Tasten geöffnet werden. Darunter befindet sich eine Stimmplatte auf einem Kanzellenkörper, ähnlich wie bei einer Mundharmonika. Die auf die Stimmplatte aufgenieteten Metallzungen funktionieren nach dem Prinzip der durchschlagenden Tonzunge. Durch Einblasen von Atemluft und dem wahlweisen Drücken einer Taste wird ein Ton erzeugt, der dem Mundharmonika-Klang ähnelt.

## Geschichte
Die Triola wurde Anfang der 1960er Jahre als Projekt im Zuge der Rationalisierung des Kombinats für Musik und Kultur von einem Entwicklungsteam des VEB Klingenthaler Harmonikawerke und dem VEB Vermona in Klingenthal als Kinderspielwareninstrument entwickelt. Das Design der ursprünglichen Triola war bis in die achtziger Jahre konisch und bei der Produktion wurde das ganze Instrument an einzelnen Arbeitsplätzen montiert. Während der 1970er Jahre wurde zur Automatisierung des Produktionsprozesses das Stinima-Verfahren zur Herstellung der Stimmplatten eingesetzt. Bis dahin wurde die Stimmplatte noch von Hand vernietet. Als 1988/89 ein neues vollautomatisches Verfahren eingeführt wurde, musste das alte Design geändert werden, da die Produktion des konischen Körpers nun nicht mehr möglich war. So entstand die heutige rechteckige Form. Die Stimmplatten wurden nun auch halbautomatisch gestimmt und mit dem Korpus verschweißt, wobei beim Verschweißen der Tastenmechanik das Ultraschallschweißen zum Einsatz kam.
Die Produktion der Triola belief sich in den Siebzigern auf rund 400.000 Triolas pro Jahr. Wie viele andere Kinderinstrumente wurde sie von Goldon vertrieben. Zwischenzeitlich wurde die Triola auch unter dem Namen Bandy verkauft. Nach der Deutschen Wiedervereinigung brach der Absatz der Triola ein und erst 1993 wurde die Produktion nach manufaktureller Methode wieder aufgenommen. Seitdem wird das Instrument wieder an einzelnen Arbeitsplätzen von Hand gestimmt und montiert, wobei auf diese Weise zurzeit einige tausend Triolas pro Jahr gefertigt werden.

## Einsatz
Schon in der DDR war die Triola ein beliebtes Kinderinstrument, welches auch in den meisten Kindergärten verwendet wurde. Sie wurde ausschließlich für den Markt der DDR gefertigt und nicht exportiert. Deshalb ist sie in den alten Ländern der BRD auch weitgehend unbekannt. Mittlerweile ist die Triola über die Staatsgrenzen Deutschlands bekannt. Es finden Versuche statt, das Instrument in der musikalischen Früherziehung an Schulen und Kindergärten einzusetzen. Zur Triola sind Notenbücher erhältlich, die an das „Bunte-Tasten-Konzept“ angepasst sind. Dabei hat jede Tonhöhe eine andere Farbe entsprechend der jeweiligen Taste. Somit kann der Spieler, auch wenn er die Rhythmen noch nicht lesen kann, zumindest ein ihm bekanntes Lied spielen.

## Tonumfang
Die ursprüngliche Triola hatte 12 Tasten und ermöglichte das Spiel in G-Dur bei einem Tonumfang von d¹ bis h². Das spätere Instrument hat je nach Modell einen diatonischen Umfang von acht oder zwölf Tönen, wobei eine komplette C-Dur-Tonleiter spielbar ist. Dies ermöglicht das Spielen einfacher Kinder- und Volkslieder. 
Klangbeispiel einer Triolaⓘ

## Ähnliche Instrumente des VEB Vermona und VEB KHW
Neben der Triola wurden auch andere Instrumente dieser Art entwickelt. Die Coco  wurde von Dr. Hans Hoyer in Klingenthal erfunden und basierte, wie auch die Triola, auf dem Prinzip der farbigen Tasten. Der Ton hingegen wurde mit kleinen Kunststoffpfeifen erzeugt.
Zu den professionellen Instrumenten, welche voll chromatisch spielbar und mit einer Klaviatur versehen waren, zählen die Blasharmonika 26, auch Miki genannt, und die Simona.

Blasharmonikas des VEB KHW bzw. VEB Vermona
Blasharmonika Miki, später Bandmaster
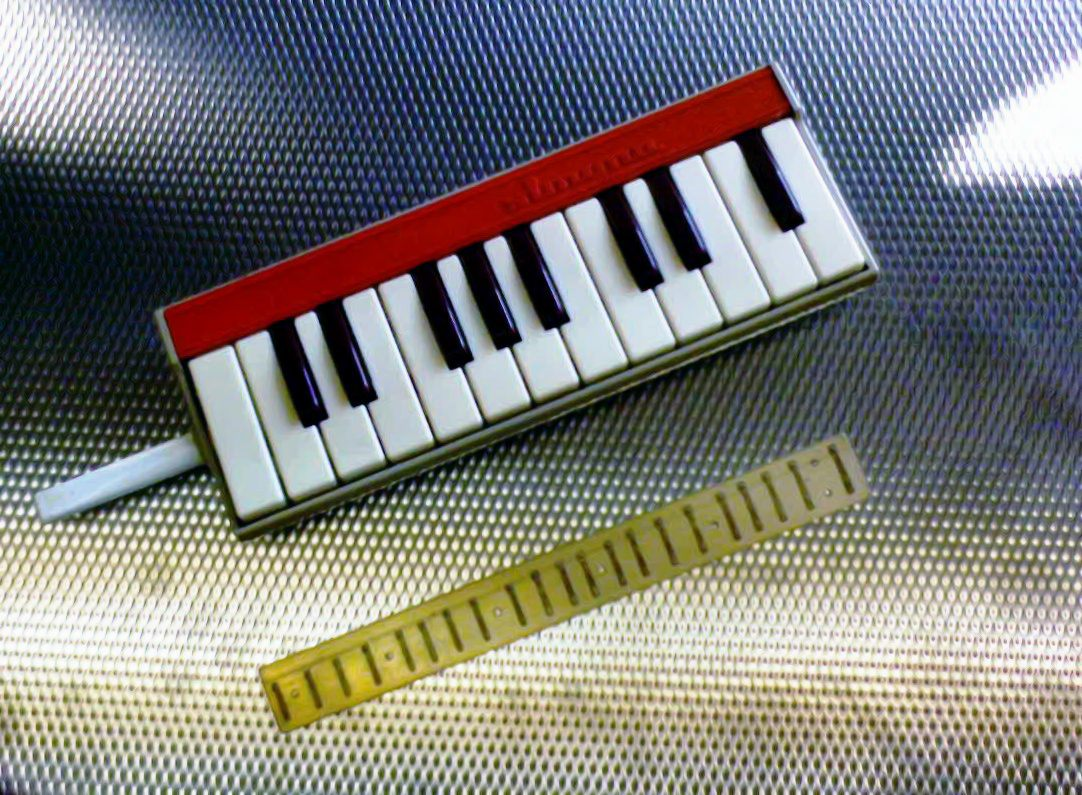
Blasharmonika Simona
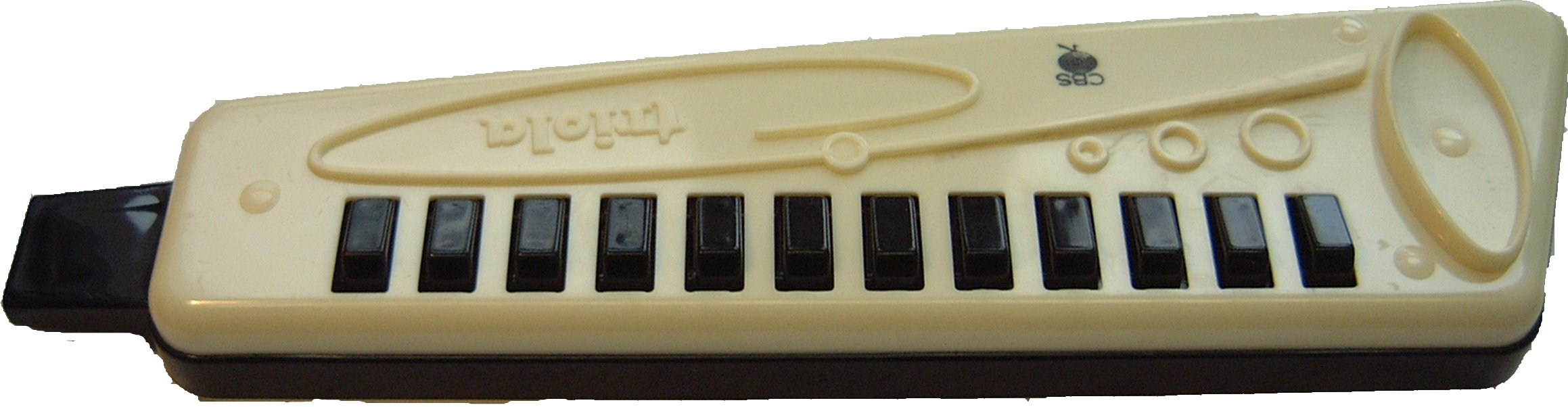
Spritzguss-Prototyp der alten Triola. Die Triola bekam nach 50.000 quasi unverkäuflichen einfarbigen Exemplaren bunte Tasten.
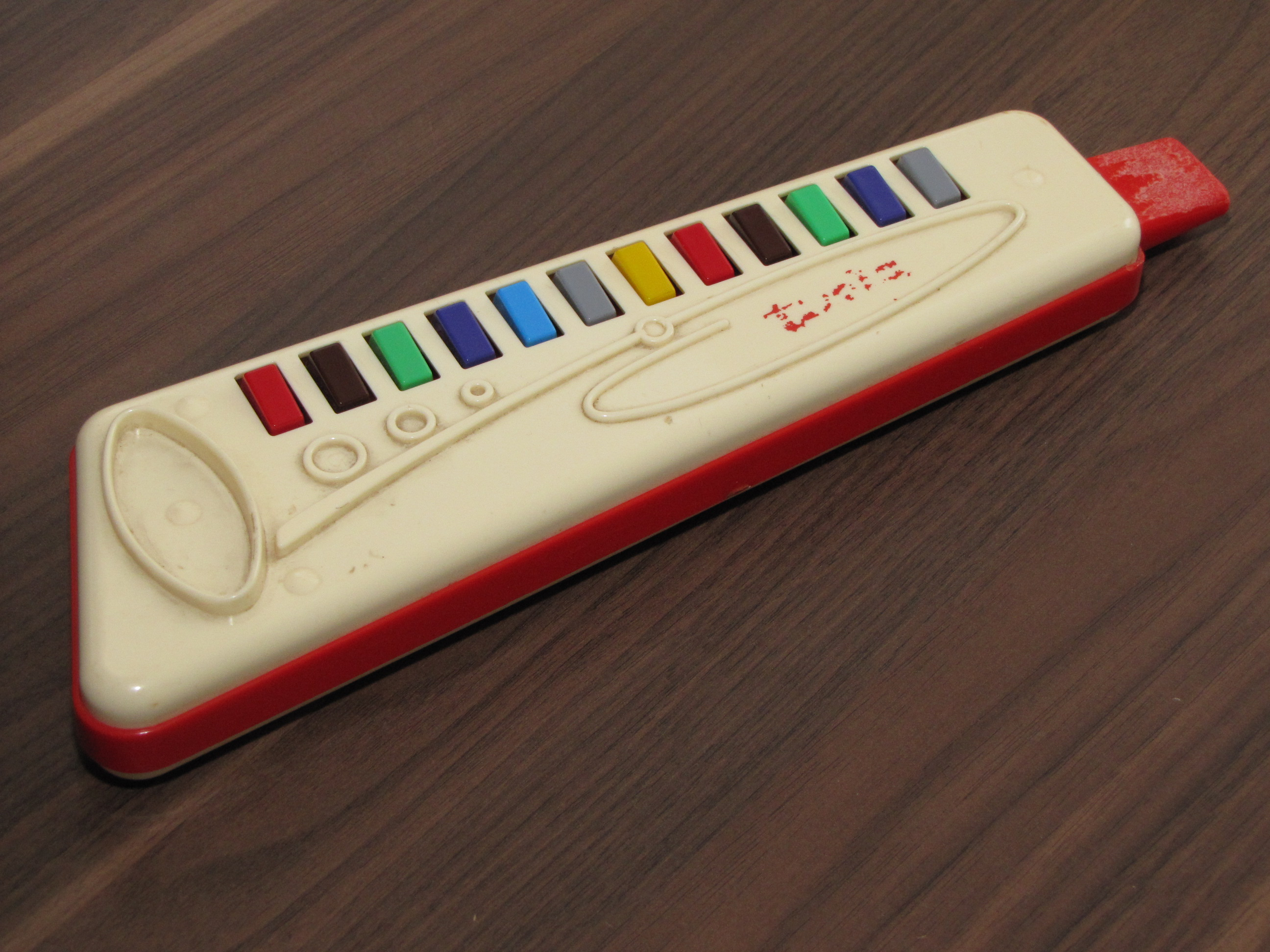
Eine alte Triola, Baujahr 1972.
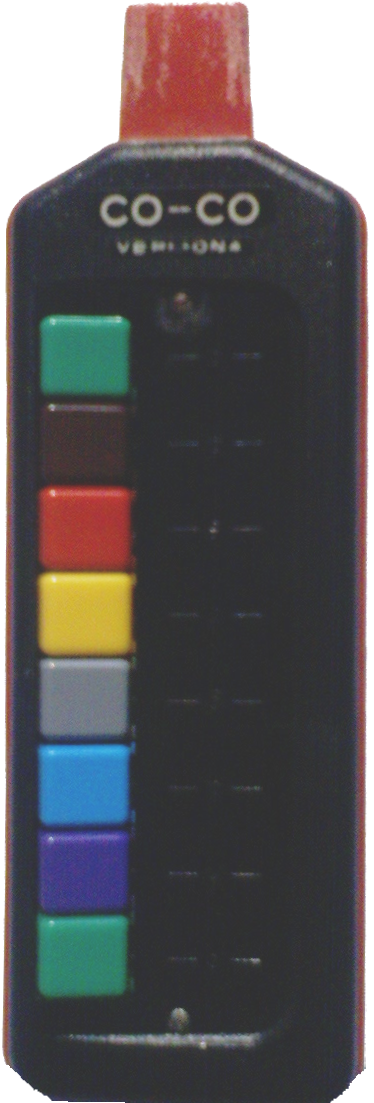
Die Coco

## Weitere Blasharmonikas
- Melodica von Hohner